# Vittorio Rambaldi
Vittorio Rambaldi, noto anche con lo pseudonimo di Victor Rambaldi (Roma, ...), è un regista, sceneggiatore e scrittore italiano.

## Biografia
Figlio dell'artista degli effetti speciali Carlo Rambaldi, ha vissuto per diversi anni sia negli Stati Uniti sia in Italia. 
All'attività di regista e sceneggiatore ha affiancato in seguito quella di autore di libri per bambini e ragazzi.
È un amante degli animali (è volontario in un'associazione per aiutare cani e gatti randagi) e ha scritto diversi libri dedicati al suo gatto Zorro.
Attivo anche come docente di cinema, attualmente insegna Film Theory e Documentary Workshop presso The American University of Rome.

## Filmografia

### Regista
- Rage, furia primitiva (1988)
- Decoy (1995)
- Yo-rhad, un amico dallo spazio (2006)
- Il soffio dell'anima (2009)

### Sceneggiatore
- Nightmare Beach - La spiaggia del terrore, regia di Umberto Lenzi (1989)
- Yo-rhad, un amico dallo spazio (2006)
- Il soffio dell'anima (2009)

## Opere
Rambaldi ha anche scritto diversi libri per ragazzi:
- Vita da cani
- Il falconiere magico'
- Amici per lo spazio (da cui ha tratto il film Yo-rhad, un amico dallo spazio)
- La riscossa dei sette nani
- La sfinge di cristallo
- La città sottosopra